# كين أور
كين أور (بالإنجليزية: Ken Orr)‏ هو مهندس أمريكي، ولد في 10 مايو 1939، وتوفي في 14 يونيو 2016.